# Kinesin 1B
Das Gen KIF1B codiert für das Kinesin 1B – ein Motorprotein, das dem Transport von Mitochondrien und Vorläufer synaptischer Vesikel zum Plus-Ende von Mikrotubuli und mit seiner Isoform 2 auch der Induktion neuronaler Apoptose dient. Mutationen in diesem Gen können zu Morbus Charcot-Marie-Tooth Typ 2A1 führen.

## Genstruktur und Expression
Die Codierung erfolgt bei KIF1B durch 46 Exons. Das Gen liegt auf der Chromosomenbande 1p36 und damit ca. 1,65 MB. weiter telomerseits als das MFN2-Gen, dessen Mutationen zu Morbus Charcot-Marie-Tooth Typ 2A2 führen können. KIF1B wird in allen Geweben exprimiert, besonders in ausdifferenzierten Nervenzellen.

## Proteinstruktur

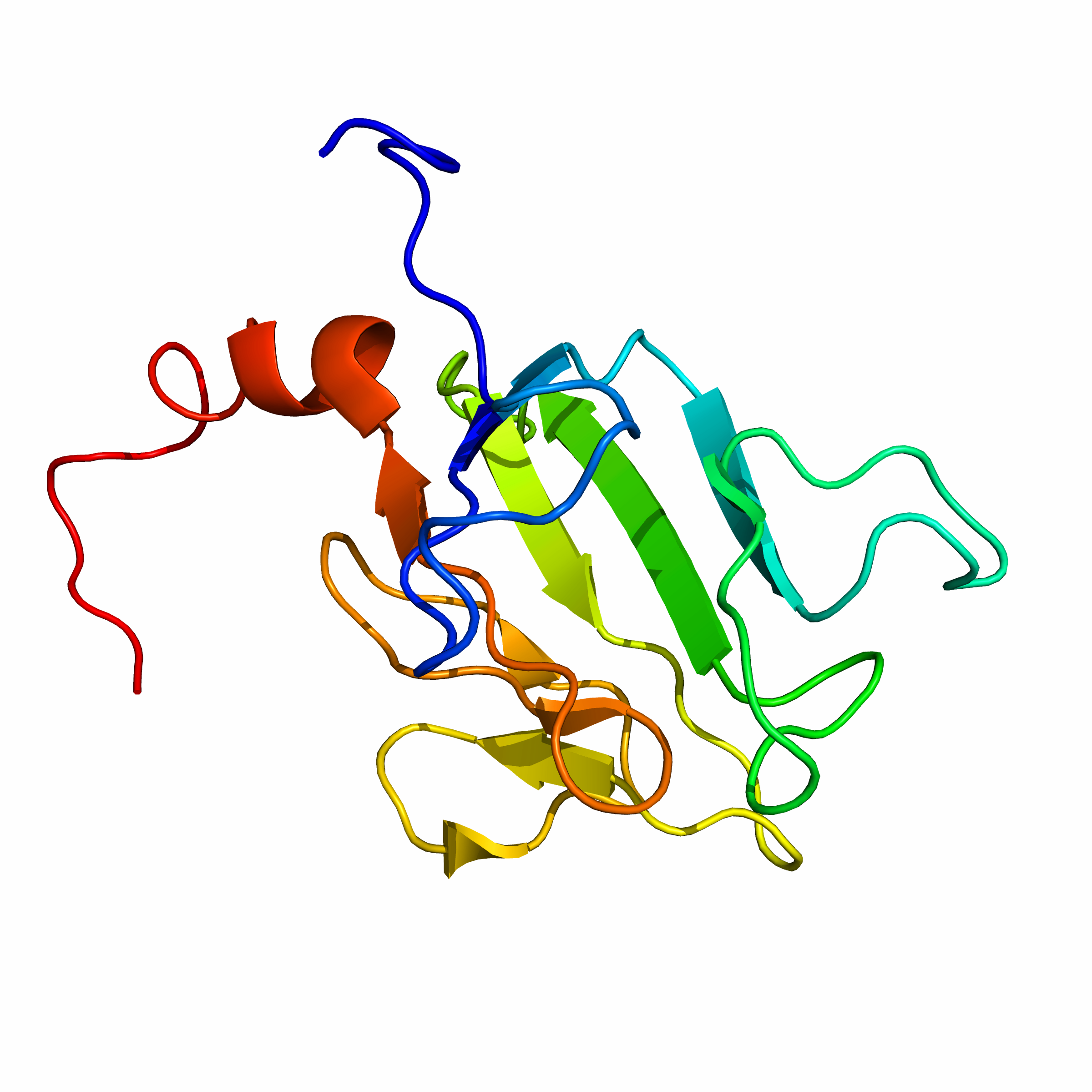
FHA-Domäne

Das Kinesin 1B verfügt über einen N- und einen C-Terminus, eine 350 Aminosäuren umfassende Kinesin-Motor-Domäne an der Position 5 bis 354, eine FHA-Domäne bei 556 bis 612 und eine PH-Domäne (PH = Pleckstrin-Homologie) bei 1702 bis 1799. Des Weiteren besitzt das Protein noch vier Coiled-Coils, zwölf β-Faltblatt-Strukturelemente, eine Helix und eine Schleife an unterschiedlichen Stellen.

## Interaktion mit anderen Proteinen
KIF1B interagiert Calcium-abhängig durch sein C-terminales Ende seiner Kinesin-Motor-Domäne mit CHP1. Darüber hinaus sind Interaktionen mit folgenden Proteinen nachgewiesen oder wahrscheinlich:
- CLASP1
- DLG1
- DLG4
- MAGI1
- SIAH1